# Xã Standish, Michigan
Xã Standish (tiếng Anh: Standish Township) là một xã thuộc quận Arenac, tiểu bang Michigan, Hoa Kỳ. Năm 2010, dân số của xã này là 1.900 người.